# Évangile de Barnabé
Ne doit pas être confondu avec Épître de Barnabé ou Actes de Barnabé.

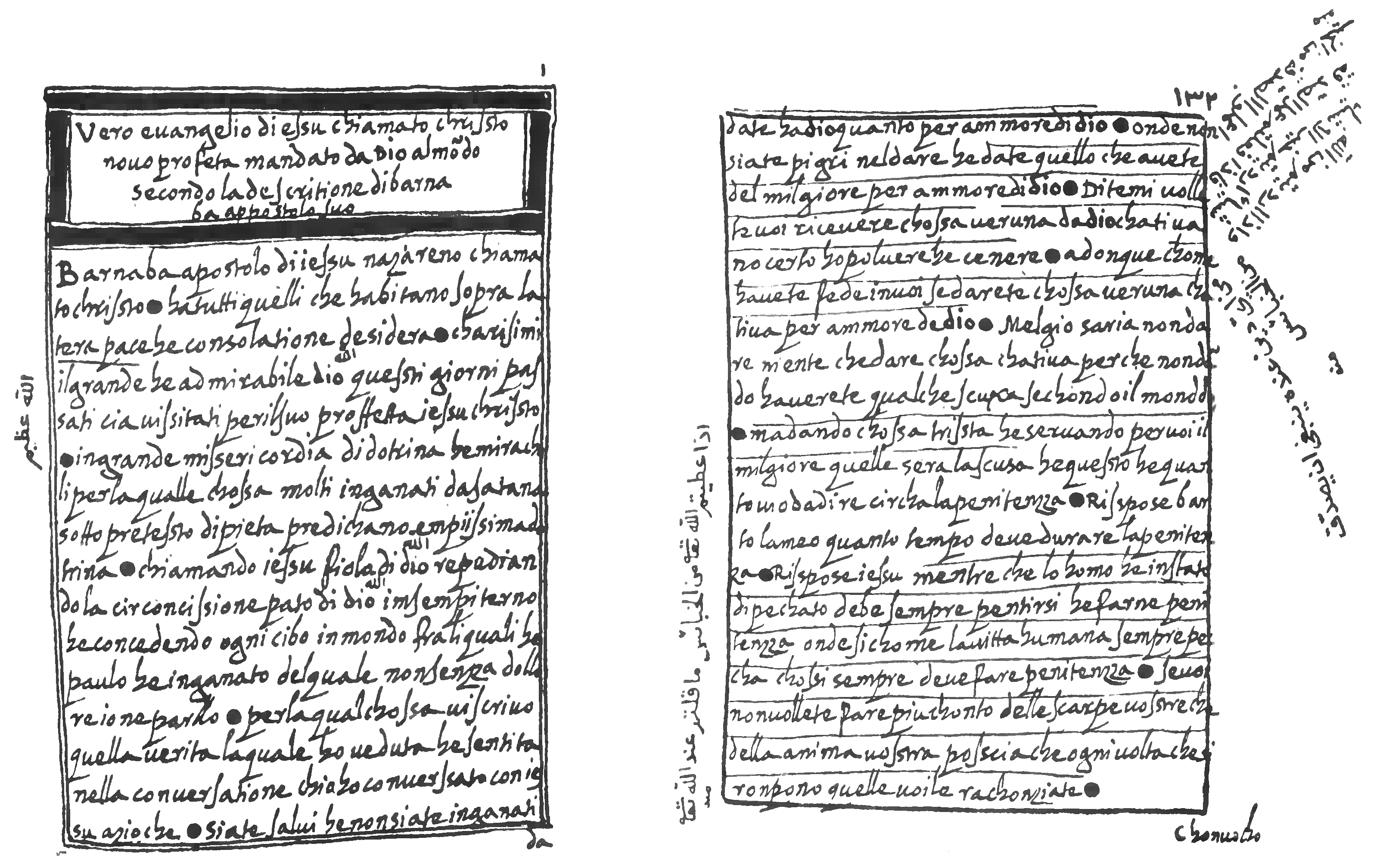
Reproduction d'une partie du manuscrit.

L’Évangile de Barnabé est un ouvrage anonyme décrivant la vie de Jésus de Nazareth. Les deux manuscrits les plus anciens, rédigés en italien et en espagnol, datent de la fin du XVIe siècle, mais il ne subsiste qu'une copie du XVIIIe siècle pour le texte espagnol. Le manuscrit italien comprend 222 chapitres, dont l'essentiel décrit le ministère de Jésus. Sous plusieurs aspects, notamment l'annonce explicite de la venue de Mahomet, il est conforme à l'idée que se font les musulmans du Nouveau Testament.
Cet Évangile est généralement considéré par les chercheurs comme une « fraude pieuse », tardive et pseudépigraphique, du fait des anachronismes et diverses erreurs géographiques, historiques et linguistiques qu'il contient. Les musulmans ne le considèrent ni plus ni moins authentique que les autres évangiles et certaines organisations islamiques le citent pour appuyer la conception islamique de Jésus, le seul qui contiendrait selon elles la vérité sur la crucifixion.

## Premières mentions d'unÉvangile de Barnabé
Le Decretum Gelasianum (dont l'attribution au pape Gélase Ier est apocryphe) ainsi que le Catalogue des 60 livres canoniques du VIIe siècle recensent parmi les apocryphes un « Évangile selon Barnabé » mais il n'est pas certain que les auteurs aient pu vérifier la réalité des ouvrages référencés. Par ailleurs, ces listes ne donnent aucune indication sur le contenu de ce texte, dont l'existence même a parfois été contestée comme dans New Testament Apocrypha (en) (1924).
On ne doit pas confondre cet ouvrage avec l'Épître de Barnabé, probablement écrite au IIe siècle. Il n'y a aucun lien entre les deux livres, que ce soit dans le style, le contenu ou l'histoire, sinon leur attribution supposée à l'apôtre Barnabé. En ce qui concerne la circoncision (brit Milah), les deux auteurs adoptent un point de vue totalement différent : alors que l’Épître rejette les pratiques judaïques, l’Évangile, lui, est en faveur de ces pratiques judaïque et musulmane. Ni l'un ni l'autre ne peuvent être confondus avec les Actes de Barnabé qui racontent l'histoire des voyages de Barnabé le martyr et son enterrement. On pense que ces derniers ont été écrits à Chypre entre 431 et 488.
Durant le règne de l'empereur Zénon, l'archevêque Arthémios de Chypre annonça que l'endroit où Barnabé avait été enterré en secret lui avait été indiqué en songe. Le corps du saint aurait été découvert avec sur sa poitrine une copie de l'Évangile selon Matthieu. C'est ce que rapporte la Laudatio Barnabae d'Alexandre de Chypre, écrite au VIe siècle. Théodore Lector et Sévère d'Antioche, à la même époque, mentionnent également cette découverte. Cependant, certains auteurs musulmans contemporains affirment que l'Évangile découvert est celui de Barnabé. Mais les sources byzantines comme occidentales s'accordent pour dire qu'il s'agit de l'Évangile selon Matthieu.

## Premières mentions du texte de l'Évangile de Barnabé
La plus ancienne mention d'un texte se référant à l'un des deux manuscrits connus se retrouve dans un manuscrit morisque, BNM MME 9653, à Madrid, écrit vers 1634 en Tunisie par Ibrahim al-Taybili. En racontant comment, à son avis, la Bible prédit la venue de Mahomet, il parle de « l'Évangile de saint Barnabé où l'on peut trouver la lumière » (« y asi mismo en Evangelio de San Barnabé donde se hallara luz »). Puis une autre fois en 1718 par le déiste irlandais John Toland qui dans son œuvre « Nazarenus » mentionne qu'en 1709, il avait été heureux de découvrir un évangile musulman dévoilé par Johann Friedrich Cramer ; et encore en 1734 par George Sale dans The Preliminary Discourse to the Koran : 
« Les Musulmans disposent également d'un Évangile en arabe, attribué à saint Barnabé, où l'histoire de Jésus-Christ est racontée d'une manière très différente de ce que nous trouvons dans les Évangiles canoniques. De cet Évangile les Morisques en Afrique ont une traduction en espagnol ; et il existe dans la bibliothèque du prince Eugène de Savoie, un manuscrit assez ancien, contenant une traduction italienne du même Évangile, composé, à ce qu'on suppose, à l'usage des renégats.  Ce livre n’apparaît pas comme une forgerie originale des mahométans, bien que depuis lors ils l’ont sans aucun doute extrapolé et altéré pour servir au mieux leurs objectifs ; et en particulier, au lieu de Paraclet ou de Consolateur, ils ont, dans cet évangile apocryphe, inséré le mot Periclyte, qui signifie le fameux ou l’illustre, par lequel ils prétendent que leur prophète était nommément annoncé, ce mot signifiant Mohammed en langue arabe ; et ceci selon eux pour justifier ce passage du Coran où Jésus-Christ est formellement réputé avoir prophétisé son arrivée sous son autre nom Ahmed, qui est dérivé de la même racine que Mohammed et de même origine. »
Le linguiste George Sale semble se référer aux versions des deux manuscrits connus : l'italien et l'espagnol ; il convient toutefois de noter que les termes spécifiques de « paraclet » ou « périclyte » ne sont pas explicitement à trouver dans le texte de l’une et l’autre versions. Sale pourrait néanmoins avoir découvert le terme « périclyte » translittéré en arabe dans une des notes en marge du manuscrit italien. À la suite de la préparation du Discours préliminaire, le manuscrit espagnol entra en la possession de Sale.

## Les manuscrits

### Le manuscrit italien
Le manuscrit italien a été présenté au prince Eugène de Savoie en 1709 par Johann Friedrich Cramer, conseiller puis résident du roi Frédéric Ier de Prusse à Vienne, et offert à ce dernier le 20 juin 1713. Il fut transféré à la Hofbibliothek de Vienne en 1738, en même temps que le reste de sa bibliothèque, et demeure toujours aujourd'hui à la Bibliothèque nationale autrichienne sous le codex no 2662. Les pages sont encadrées par des motifs de style islamique, le texte se décompose en chapitres (222 au total) et les marges sont annotées dans un arabe souvent grammaticalement incorrect (on note la présence d'un mot turc et de la syntaxe propre à cette langue). Les notes commentent vaguement quelques passages choisis.
Si la reliure est turque et apparait comme d'origine, le papier est italien, tout comme l'écriture manuscrite (ce que confirme l'emploi de nombreux idiomes italiens). Pour Simader (directeur des collections de la Bibliothèque nationale autrichienne), le papier porte des filigranes permettant de le dater du XVIe siècle et le style de l'écriture renvoie à un auteur vénitien.
Le manuscrit semble inachevé : un espace a été laissé au début de chacun des 222 chapitres afin d'accueillir un titre, mais seuls 27 de ces espaces ont été remplis. Par ailleurs, 38 pages vierges précédent le texte, pages qu'on estime destinées à l'insertion d'un texte supplémentaire. Cette version italienne est celle traduite par Raggs en 1907 et celle sur laquelle reposent la plupart des traductions circulant actuellement. Elle a été traduite en arabe en 1908 par Khalil Saadah et publiée en Égypte. Dans leur Évangile de Barnabé, Luigi Cirillo et Michel Fremaux (missionnaire et père Oblat) en présentent le texte complet, en fac-similé et avec une traduction française et un commentaire. Une édition en italien moderne est publiée en 1991 : Eugenio Giustolisi et Giuseppe Rizzardi, Il vangelo di Barnaba. Un vangelo per i musulmani ? (Milano : Istituto Propaganda Libraria, 1991).
Le manuscrit italien a influencé — à travers « Nazarenus » de John Toland (1718) — les premiers cerveaux de la critique biblique comme Reimarus, Lessing ou Eichhorn. La Urevangeliumshypothese de Lessing a, en particulier, clairement été affectée par les hypothèses de Toland sur l'Évangile de Barnabé comme une recension de l'Évangile en hébreu utilisé par les ébionites et les nazaréens. Contrairement à ses contemporains, qui pensaient que c'était un faux musulman, Toland a identifié le manuscrit italien comme un descendant tardif d'un évangile chrétien juif précoce qui a été reçu et transmis par la tradition musulmane. La thèse de Toland a été reprise plus récemment par les orientalistes Shlomo Pines (1966), Marc Philonenko (1974) et Luigi Cirillo (1975).

### Le manuscrit espagnol
Le manuscrit original a été perdu au cours du XVIIIe ou du XIXe siècle ; cependant une version espagnole amputée des chapitres 111 à 200 a été retrouvée dans les années 1970 à la bibliothèque Fisher de l'université de Sydney parmi les fonds de Sir Charles Nicholson, avec l'indication : « Transcrit depuis le manuscrit en possession du révérend Edm. Callamy qui l'avait acheté à la mort de M. George Sale... et qui m'a été donné à la mort de John Nickolls, 1745 ».
La principale différence avec le manuscrit italien est qu'il manque dans cette transcription un nombre substantiel de chapitres, pourtant bien présents dans l'original tel qu'il avait été examiné par George Sale lors de sa traduction du Coran en 1734. Le texte est, cette fois, précédé d'une note indiquant qu'il a été traduit de l'italien par Mustafa de Aranda, un musulman d'Aragon résidant à Istanbul. Il contient également une préface écrite par un certain moine « Fra Marino » (l'auteur affirme user d'un pseudonyme), prétendant avoir volé le manuscrit italien de la bibliothèque du pape Sixte V. Fra Marino soutient avoir eu un poste dans l'Inquisition et avoir ainsi acquis plusieurs textes qui l'ont amené à penser que le texte biblique aurait été corrompu et que les textes apostoliques les plus fidèles auraient été exclus frauduleusement. Fra Marino prétend enfin avoir été averti de l'existence de l'Évangile de Barnabé par une allusion figurant dans un texte écrit par Irénée contre Paul (texte par ailleurs inconnu) figurant dans un livre qui lui aurait été présenté par une dame de la famille Colonna (le Palazzo Colonna se trouve à Marino).
Le texte a été publié avec commentaire dans Bernabe Pons L. F. El Evangelio de San Bernabe ; Un evangelio islamico espanol, Universidad de Alicante, 1995, 260 p.

## Analyse

### Caractère musulman
Cet apocryphe se nourrit en partie de la foi musulmane : antipaulinien et antitrinitaire, insistant sur le fait que Jésus serait seulement prophète et non Fils de Dieu, il cite nommément Mahomet et reprend, en son chapitre 39, la chahadah. Par ailleurs, le texte affirme que Jésus échappa à la crucifixion, en étant élevé par Dieu jusqu'au paradis, tandis que Judas fut crucifié, sous ses traits, à sa place (docétisme). Ces croyances, en particulier le fait que Jésus n'aurait été ni de nature divine, ni crucifié, sont en conformité avec ce que professe l'islam.
Les thèmes narratifs de cet apocryphe et de manière plus distincte encore, la phraséologie, sont communs avec la Divine Comédie de Dante (Ragg). Dans la mesure où comme l'estiment la plupart des auteurs l'ayant étudié ce texte serait une tentative de synthétiser des éléments provenant du christianisme et de l'islam, on pourrait mettre cet apocryphe en parallèle avec les documents mauresques et antitrinitaires produits aux XVIe et XVIIe siècles, mais on ne connaît pas à ce type de travaux d’autres précurseurs aussi anciens.

### Anachronismes et erreurs
Plusieurs auteurs ont relevé dans cet apocryphe tardif un certain nombre d'anachronismes et d'incongruités géographiques
- Il est dit que Jésus monta sur une barque et navigua sur la mer de Galilée jusqu'à Nazareth — qui se trouve enclavé au milieu des terres — et « monta » à Capharnaüm, qui se trouve sur les rivages du lac (chap 20-21). Certains défendent la véracité de ces indications en mettant en avant la non-localisation de la ville historique de Nazareth.
- Jésus serait né sous le « règne » de Ponce Pilate qui n'était pas roi mais fonctionnaire de l'Empire romain, « règne » qui commence en fait en 26.
- Barnabé emploie distinctement les termes de « Christ » et « Messie » comme s'ils avaient des sens différents alors qu'il ne s'agit que de la traduction du même mot (christos). Ainsi, il appelle Jésus « Jésus Christ » mais affirme que « Jésus confessa et dit la vérité : “Je ne suis pas le Messie” » (ch. 42).
- Il apparait une référence au jubilé qui est censé se dérouler tous les 100 ans (ch. 82), plutôt que tous les 50 ans comme décrit par le Lévitique. Cet anachronisme pourrait donner des indications plus précises sur la date de rédaction, un jubilé de 100 ans ayant été décrété par le pape Boniface VIII, décision sur laquelle revient dès 1343 le pape Clément VI qui décréta un retour aux 50 ans traditionnels.
- Adam et Ève mangent une pomme (ch. 40). Cette traditionnelle association entre le fruit défendu et la pomme provient de la traduction latine de la Vulgate et du nom latin de l'arbre, malus, qui désigne aussi bien un arbre « mauvais », c'est-à-dire interdit, qu'un simple pommier.
- L'Évangile de Barnabé narre comment « les soldats furent poussés hors du temple comme on pousse les tonneaux quand on les lave pour y mettre du vin ». Or, les tonneaux sont, à l'époque prétendue de sa rédaction, caractéristiques des populations gauloises, la Palestine à cette époque conservant le vin dans des amphores.

## Origines

### Trois étapes de rédaction
Dans son étude sur l'Évangile de Barnabé, Luigi Cirillo propose une hypothèse de rédaction (purement spéculative) en trois étapes :
1. Un écrit primitif à l'origine de l'Évangile de Barnabé. Cet écrit primitif correspondait à l'intention de l'auteur du prologue. Son intention serait d'apporter le témoignage de l'« apôtre Barnabé » sur Jésus. Luigi Cirillo est incapable de reconstruire le contenu de cet écrit primitif, mais le situerait dans une communauté judéo-chrétienne de Syrie-Palestine. Il suppose, gratuitement, que cet écrit serait celui mentionné dans le décret de Gélase et dans le Catalogue des soixante livres canoniques. Luigi Cirillo ne sait pas si une structure de ce texte qu'il imagine proche du Diatessaron date de l'écrit primitif ou de l'étape suivante de la transmission.
2. Le texte aurait été transmis (toujours sans preuve) en Orient par une communauté d'ascètes musulmans se réclamant des « vrais pharisiens » et défendant l'existence d'une religion prophétique unique depuis Abraham jusqu'à Mahomet. Il n'y a aucune conservation du soi-disant écrit primitif lors de cette supposée transmission. De même Luigi Cirillo ne sait pas si la forme dite diatessaronique du récit (non attestée) se situerait dans l'écrit primitif ou aurait été ajoutée à cette étape de la rédaction.
3. La première moitié du XIVe siècle correspond à l'importation, et à la transformation, du récit en Occident, par une communauté qui « se passionnait pour la religion du prophète Mahomet et la proposait comme forme de la « vera religio », l'accomplissement de la foi pure d'Abraham[15].»

Pour Geneviève Gobillot, l'approche de Luigi Cirillo, qui voyait l'Évangile de Barnabé comme une « apologie de l'islam qui aurait néanmoins intégré la source judéo-chrétienne primitive », est « contestée par la majorité des spécialistes », pour qui le pseudo Evangile de Barnabé est un faux datant du XVIème siècle.

### Le problème de la paternité de la forme moderne
Les chercheurs se divisent sur l'origine de l'Évangile de Barnabé : Italie ou Espagne ?

#### Partisans d'une origine espagnole
Après une analyse détaillée du texte italien, Mikel de Epalza, professeur à l’université d’Alicante, a trouvé des indications que la langue maternelle de l'auteur était l'espagnol. C’est pourquoi il pense, (comme beaucoup d'autres chercheurs) que le plus probable est que l'auteur était un Morisque. C’est pendant un séjour en Italie (pour ses études vraisemblablement), qu’il a créé ce faux. Un cas similaire a eu lieu en 1658 à Grenade, où deux Mores, Alonso del Castillo et Miguel de Luna, ont fabriqué les fragments d’évangile en arabe. On s’explique alors pourquoi le texte en certains endroits, contredit le Coran : c’est que l'auteur n'avait tout simplement pas eu la possibilité d’étudier en profondeur la littérature islamique.
Parmi les candidats possibles, Mikel de Epalza cite le nom du Morisque Juan Perez de Tolède, auteur de la première mention de l'Évangile de Barnabé (vers 1634). Juan Perez a par la suite émigré en Tunisie où il est retourné à l'islam et a changé son nom en Ibrahim al-Taybili. Selon une autre hypothèse[réf. nécessaire], Mustafa de Aranda, mentionné dans la version espagnole comme traducteur serait en réalité l'auteur de ce texte.
En 2002, Jan Joosten parvient à la conclusion, après qu'il y ait eu vingt-cinq ans de recherches, que l'hypothèse d'une création de l'ouvrage en Espagne aux environs de l'an 1600 par un Morisque est considérablement renforcée.

#### Partisans d'une origine italienne
Plusieurs commentateurs considèrent que le texte est originaire d'Italie, de nombreuses expressions semblant tellement similaires aux œuvres de Dante qu'elles suggèreraient un emprunt, la préface du manuscrit espagnol supportant également cette conclusion[réf. nécessaire].
Dans son étude sur l'Évangile de Barnabé, Luigi Ciriollo considère qu'il a été conçu pour une communauté italophone — vivant en Italie ou en dehors — s'intéressant à la foi musulmane, puis traduit en espagnol pour des « milieux religieux espagnols liés à l'évolution du judaïsme et de l'islam en Espagne ».
R. Blackhurst de son côté suppose que l’Évangile de Barnabé est une sorte de provocation politique composée dans le cadre d'une des intrigues du Vatican.

## Le manuscrit turc de 2012
Le 23 février 2012 est annoncée dans le quotidien turc Bugün (en) la découverte au début des années 2000 dans l'île de Chypre lors d’une opération anti-contrebande chez des receleurs d’art, d'un ouvrage vieux de 1 500 ans et qui serait la version originale de l'Évangile de Barnabé écrite en syriaque oriental (chaldéen). Le manuscrit conservé dans le palais de justice d'Ankara est désormais en phase de restauration et d'authentification dans le musée d’ethnographie d’Ankara.
Il est considéré par la majorité des chercheurs comme une forgerie probable. Selon Mario Tosatti le document contiendrait une inscription expliquant que le livre a été écrit en l'an 1500 de notre ère. Heleen Murre-van den Berg, spécialiste du christianisme syriaque à l'université de Leiden, confirme que le manuscrit n'est certainement pas vieux de 1 500 ans et, en se basant sur les photographies publiées, qu'il ne pourrait pas avoir été rédigé avant le XIXe siècle. Serge Cazelais, doctorant lisant le syriaque, à partir des photos qui circulent sur Internet, confirme que le colophon indique une datation en 1500 après Jésus-Christ, et non pas un ouvrage vieux de 1 500 ans. C'est également l'avis de Musa Yaramis, un Assyro-Chaldéen licencié en théologie orientale, qui précise le contenu du colophon : « Au nom de Notre Seigneur, ce livre a été écrit à l’usage des moines du haut monastère de Ninive, en l’an 1500 de notre Seigneur ».
Aho Shemunkasho, professeur à l’université de Salzbourg et spécialiste des manuscrits syriens anciens, considère comme vraisemblablement un faux cet Évangile qui diffère beaucoup des évangiles canoniques et présente des parallèles dans les sources islamiques. D’ailleurs les scientifiques qui l’étudient à Ankara ne se sont pas encore prononcés sur son âge et n’ont même pas annoncé quand ils auront fini de l’étudier. Aho Shemunkasho a par ailleurs découvert des incohérences et des erreurs dans la calligraphie et l'orthographe, qui font que l’Évangile ne correspond pas au début du christianisme. Il suppose que le document a été vieilli artificiellement à la chaleur.
De la même manière, en 1986, on a prétendu pendant peu de temps qu'une première copie syriaque du texte avait été trouvée près de Hakkari. Par la suite cependant, on a fait savoir que ce manuscrit ne contenait en réalité que la Bible canonique. Selon al-Hanifi, l'affaire du manuscrit de 2012 n'est pas la première fois où la Turquie a prétendu avoir trouvé l'Évangile de Barnabé.

#### Sources primaires
- Luigi Cirillo et Michel Fremaux (éd.), Évangile de Barnabé, avec préface d'Henri Corbin (Recherches sur la composition et l'origine, texte italien et traduction française avec notes et index), Paris, Beauchesne, 1977.
  - Réédition partielle (texte et traduction de l'évangile, avec appareil d'érudition allégé et sans la longue étude), Paris, Beauchesne, 1999.
- (es) Luis F. Bernabe Pons (éd), El texto morisco del Evangelio de San Barnabé, Granada, Universidad de Granada, Instituto de cultura Juan Gil-Albert, 1998.
- (en) Lonsdale et Laura Ragg (éd.), The Gospel of Barnabas, Oxford, Clarendon Press, 1907.

#### Études
- Dominique Bernard (préf. Alain Le Boulluec), Les disciples juifs de Jésus du Ier siècle à Mahomet : Recherches sur le mouvement ébionite, Paris, Cerf, 2017, 1218 p. (ISBN 978-2-204-11889-7)

- Maurice Borrmans, Jésus et les Musulmans d'aujourd'hui, coll. « Jésus et Jésus-Christ » dirigée par Joseph Doré, Institut catholique de Paris, no 69, Paris, Desclée, 1996 (voir en particulier les pages 87 et 88 et les notes correspondantes pages 114, notes 20 à 27).
- Jacques Jomier, L'Évangile selon Barnabé, MIDEO (Mélanges , Institut dominicain d'études orientales), VI (1959-1961), Le Caire, pp. 137-226.
- (de) Christine Schirrmacher, Mit den Waffen des Gegners, Klaus Schwarz Verlag, Berlin, 1992.